# Відзнака Президента України «За оборону України»

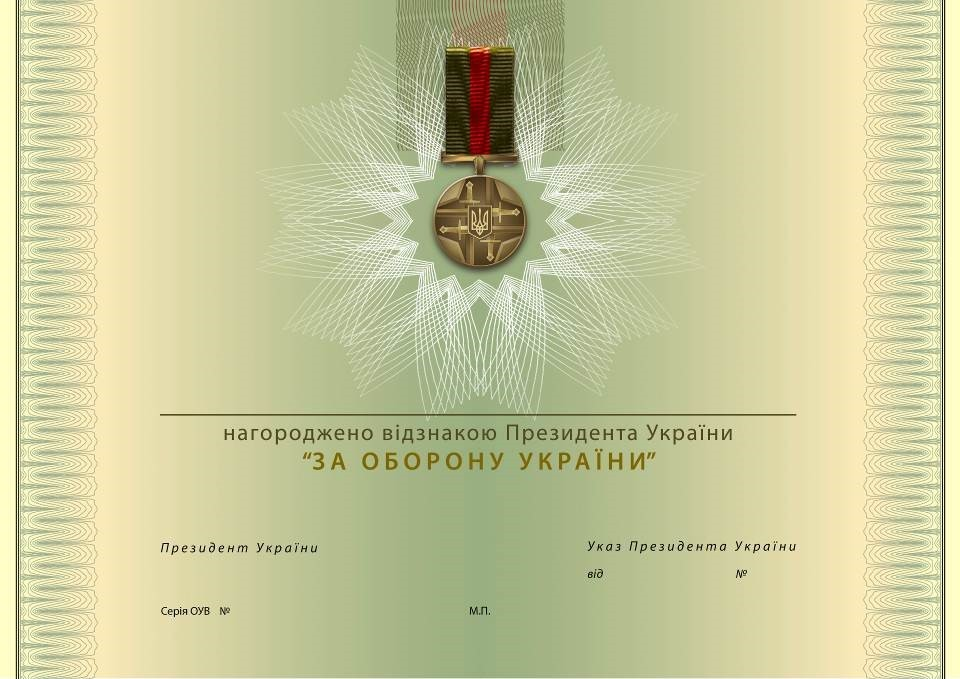
Диплом до відзнаки для нагородження військовослужбовців, співробітників правоохоронних органів, членів добровольчих формувань територіальних громад

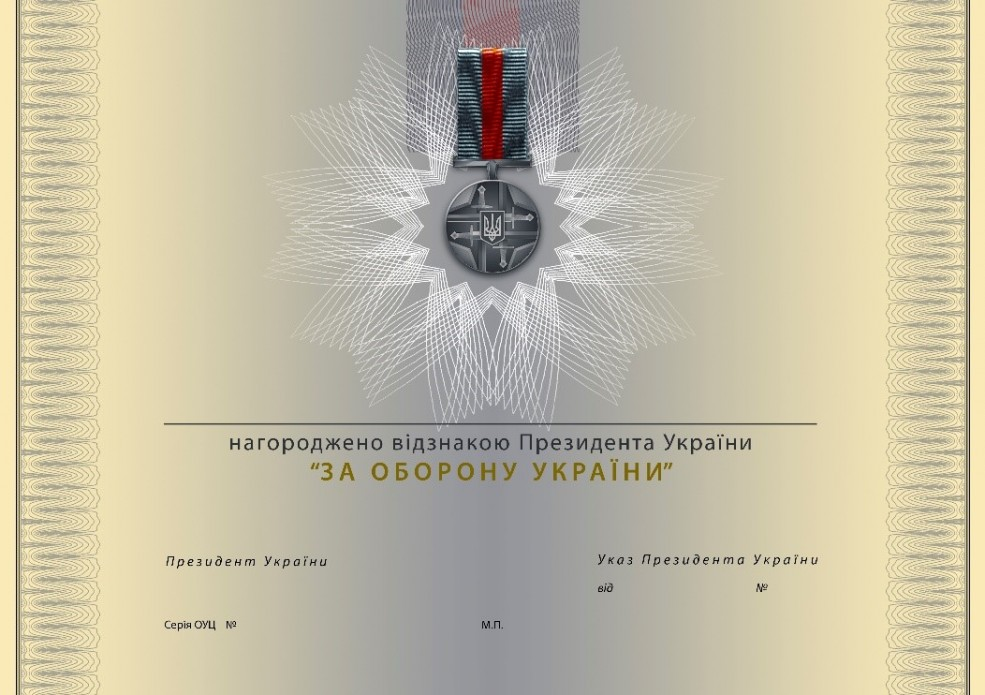
Диплом до відзнаки для нагородження працівників центральної та місцевої влади, підприємств, установ та організацій, волонтерів

Відзнака Президента України «За оборону України» — відзнака Президента України, що встановлена для нагородження військовослужбовців, співробітників правоохоронних органів, членів добровольчих формувань територіальних громад, працівників центральної та місцевої влади, підприємств, установ та організацій, волонтерів, які брали участь у заходах із забезпечення оборони України, захисту безпеки населення та активно сприяли виконанню таких заходів.

## Історія нагороди
Відзнака Президента України «За оборону України» заснована Указом Президента України Володимира Зеленського 5 серпня 2022 року
. Тим самим указом Президент нагородив відзнакою осіб з категорій, вказаних у Положенні про відзнаку; вручення відзнак буде відбуватись згідно зі списками осіб, що будуть складені відповідно до Положення.

## Положення про відзнаку
Відзнакою відзначаються:
1. ) військовослужбовці та працівники Збройних Сил України, Національної гвардії України, Служби безпеки України, Служби зовнішньої розвідки України, Державної прикордонної служби України, Державної спеціальної служби транспорту, Державної служби спеціального зв'язку та захисту інформації України, Управління державної охорони України, інших утворених відповідно до законів України військових формувань, співробітники розвідувальних органів, прокурори, поліцейські, особи рядового та начальницького складу служби цивільного захисту, кримінально-виконавчої служби, Державного бюро розслідувань, Національного антикорупційного бюро України, посадові особи митних органів, працівники Служби судової охорони, члени добровольчих формувань територіальних громад, які брали безпосередню участь у здійсненні заходів, необхідних для забезпечення оборони України, у здійсненні заходів із забезпечення оборони України, захисту безпеки населення та інтересів держави у зв'язку з широкомасштабною збройною агресією Російської Федерації проти України;
2. ) працівники центральних та місцевих органів виконавчої влади, інших державних органів, органів місцевого самоврядування, підприємств, установ та організацій, які залучалися безпосередньо до виконання завдань із забезпечення здійснення заходів із забезпечення оборони України, захисту безпеки населення та інтересів держави у зв'язку з широкомасштабною збройною агресією Російської Федерації проти України, виявили при цьому самовідданість та зробили значний особистий внесок у зміцнення оборони України;
3. ) особи, які здійснювали волонтерську діяльність або іншим чином активно сприяли виконанню завдань, пов'язаних із забезпечення здійснення заходів із забезпечення оборони України, захисту безпеки населення та інтересів держави у зв'язку з широкомасштабною збройною агресією Російської Федерації проти України.

Відзнакою можуть бути нагороджені громадяни України, іноземці та особи без громадянства.
Нагородження відзнакою може бути проведено посмертно.
Вручення відзнаки здійснюється згідно зі списком осіб, представлених до нагородження відзнакою Президента України «За оборону України».
Особі, нагородженій відзнакою, разом із відзнакою вручається відповідний диплом встановленого зразка формату А4.

## Опис
Відзнака виготовляється зі сплавів міді з гальванічним покриттям і має форму круга діаметром 35 мм.
На лицьовому боці відзнаки зображено малий Державний Герб України на тлі хреста, утвореного чотирма схрещеними мечами, два з яких спрямовані вістрями догори й донизу по вертикалі, інші два — вістрями праворуч та ліворуч по горизонталі. По діагоналях виділені кутові сегменти зі скошеними краями.
На зворотному боці відзнаки напис у три рядки: «ЗА ОБОРОНУ УКРАЇНИ».
Усі зображення і напис рельєфні.
Відзнака має випуклий бортик з обох боків.
За допомогою вушка відзнака з'єднується з металевою рамкою. Через рамку пропущена стрічка, складена вдвоє. На зворотному боці стрічки у верхній частині — пристрій для фіксації кінців стрічки та кріплення до одягу. Розмір стрічки у складеному вигляді — 42×28 мм.
Відзнака для нагородження військовослужбовців, співробітників правоохоронних органів, членів добровольчих формувань територіальних громад (див. п.1 вище), — кольору жовтого металу з ефектом патинування; стрічка відзнаки шовкова муарова з поздовжніми смужками: по центру бордового кольору шириною 8 мм, по боках темно-зеленого кольору шириною 10 мм.
Відзнака для нагородження працівників центральної та місцевої влади, підприємств, установ та організацій, волонтерів (див. п.2 та п.3 вище), — кольору білого металу з ефектом патинування; стрічка відзнаки шовкова муарова з поздовжніми смужками по центру бордового кольору шириною 8 мм, по боках сірого кольору шириною 10 мм.
Планка відзнаки — прямокутна металева пластинка, обтягнута відповідною стрічкою. Розмір планки: висота — 12 мм, ширина — 28 мм.
Значок-розетка відзнаки виготовляється з латуні і має вигляд диска діаметром 12 мм з трьома концентричними колами, покритими емалями, що відтворюють кольори відповідної стрічки. На зворотному боці значка-розетки — пристрій для прикріплення до одягу.
| Відзнака (аверс з колодкою, реверс) та значок-розетка | Відзнака (аверс з колодкою, реверс) та значок-розетка |
| ----------------------------------------------------- | ----------------------------------------------------- |
|                                                       |                                                       |

## Послідовність розміщення знаків державних нагород України
Відзнаку носять на грудях зліва і за наявності в особи інших державних нагород України розміщують після відзнак Президента України «За участь в антитерористичній операції» або «За гуманітарну участь в антитерористичній операції». Замість відзнаки нагороджений може носити планку (на форменому одязі), мініатюру (на цивільному та форменому одязі) або значок-розетку (на повсякденному цивільному одязі). Планку або мініатюру носять на грудях зліва і розміщують у такій самій послідовності. Значок-розетку носять на грудях зліва.